# Coupe d'Allemagne de football 2009-2010
Navigation
Édition précédente Édition suivante
La Coupe d'Allemagne de football 2009-2010 est la 57e édition de la Coupe d'Allemagne (DFB-Pokal). Elle conserve son format habituel. Elle est remportée par le Bayern Munich avec une victoire 4 buts à 0 en finale face au Werder Brême.
Le vainqueur reçoit une place pour le tour de barrages de la Ligue Europa 2010-2011, dans la mesure où il n'est pas qualifié pour la Ligue des champions de l'UEFA 2010-2011 par l'intermédiaire des 3 premières places du championnat. Dans ce cas, la place reviendrait au finaliste perdant, et si le cas se répète, elle reviendrait au championnat.

## Clubs participants
Les soixante-quatre participants sont présents en fonction de différents critères :
| Bundesliga les 18 clubs de la saison 2008-2009 | 2. Bundesliga les 18 clubs de la saison 2008-2009 | 3. Liga les quatre meilleurs de la saison 2008-2009                      | Coupes régionales les vainqueurs des coupes régionales Landespokal des 21 associations régionales de la DFB1 |
| VfL Wolfsburg FC Bayern München VfB Stuttgart Hertha BSC Hamburger SV Borussia Dortmund TSG 1899 Hoffenheim FC Schalke 04 Bayer 04 Leverkusen Werder Bremen (Tenant du titre) Hannover 96 1. FC Köln Eintracht Frankfurt VfL Bochum Borussia Mönchengladbach Energie Cottbus Karlsruher SC Arminia Bielefeld | SC Freiburg 1. FSV Mainz 05 1. FC Nürnberg Alemannia Aachen SpVgg Greuther Fürth MSV Duisburg 1. FC Kaiserslautern FC St. Pauli Rot-Weiß Oberhausen Rot Weiss Ahlen FC Augsburg TSV 1860 München Hansa Rostock TuS Koblenz FSV Frankfurt VfL Osnabrück FC Ingolstadt 04 SV Wehen Wiesbaden | 1. FC Union Berlin Fortuna Düsseldorf SC Paderborn 07 SpVgg Unterhaching | VfB Lübeck (Schleswig-Holstein) SC Concordia Hamburg (Hambourg) FC Oberneuland (Brême) Kickers Emden (Basse-Saxe) Eintracht Braunschweig (Basse-Saxe) Torgelower SV Greif (Mecklembourg-Poméranie Occidentale) Tennis Borussia Berlin2 (Berlin) SV Babelsberg 03 (Brandebourg) 1. FC Magdeburg (Saxe-Anhalt) Dynamo Dresden3 (Saxe) FC Rot-Weiß Erfurt (Thuringe) TSV Germania Windeck4 (Mittelrhein) VfB Speldorf (Bas-Rhin) Preußen Münster (Westphalie) Sportfreunde Lotte (Westphalie) Eintracht Trier (Rhénanie) Wormatia Worms (Sud-Ouest) SV Elversberg (Sarre) Kickers Offenbach (Hesse) SG Sonnenhof Großaspach (Wurtemberg) SpVgg Neckarelz (Bade) FC 08 Villingen (Bade du Sud) Wacker Burghausen (Bavière) SpVgg Weiden (Bavière) |

## Tirage au sort
Les tirages au sort des différents tours se déroule ainsi : Lors du premier tour, les clubs participants sont séparés en deux pots, selon leur classement de la saison passée. Le deuxième pot contient les 18 équipes de première division, et les 14 meilleures de deuxième division. Le premier  pot contient toutes les autres. Les trente-deux rencontres sont déterminées en tirant une équipe de chaque pot, l'équipe du premier recevant.
Lors des tours suivants, la séparation en pots se situe à la même place (14e place de deuxième division), bien que les deux ne sont plus égaux en nombre du fait de l'élimination d'un plus grand nombre d'équipes du premier pot. Le même procédé qu'au premier tour est répété jusqu'à ce que l'un des pots est vide, auquel cas la première équipe tirée du pot restant reçoit la seconde.

## Premier tour
Il s'agit de trente-deuxièmes de finale.
Le tirage s'est déroulé le 27 juin 2009 à 18:00 UTC+2 au Norisring de Nuremberg. L'internationale allemande Renate Lingor a mené le tirage. Les rencontres sont planifiées entre le 31 juillet et le 3 août 2009.
Récapitulatif des matchs
| Club                    | Résultat               | Club                     | Date, heure       |
| ----------------------- | ---------------------- | ------------------------ | ----------------- |
| VfL Osnabrück           | 2 - 1                  | Hansa Rostock            | 31 juil., 20 h 30 |
| SV Babelsberg 03        | 0 - 1                  | Bayer 04 Leverkusen      | 31 juil., 20 h 30 |
| VfB Lübeck              | 2 - 1 a.p.             | 1. FSV Mainz 05          | 31 juil., 20 h 30 |
| FC Ingolstadt 04        | 1 - 2                  | FC Augsburg              | 31 juil., 20 h 30 |
| Eintracht Braunschweig  | 0 - 1                  | 1. FC Kaiserslautern     | 31 juil., 20 h 30 |
| SV Wehen Wiesbaden      | 1 - 4                  | VfL Wolfsburg            | 31 juil., 20 h 30 |
| Dynamo Dresden          | 0 - 3                  | 1. FC Nürnberg           | 1er août, 15 h 30 |
| SG Sonnenhof Großaspach | 1 - 4                  | VfB Stuttgart            | 1er août, 15 h 30 |
| SC Paderborn 07         | 0 - 1                  | TSV 1860 München         | 1er août, 15 h 30 |
| SpVgg Weiden            | 1 - 3                  | Borussia Dortmund        | 1er août, 15 h 30 |
| SV Elversberg           | 0 - 2                  | SC Freiburg              | 1er août, 15 h 30 |
| SpVgg Unterhaching      | 0 - 3                  | Arminia Bielefeld        | 1er août, 15 h 30 |
| Kickers Emden           | 0 - 3                  | 1. FC Köln               | 1er août, 15 h 30 |
| FSV Frankfurt           | 1 - 2                  | Borussia Mönchengladbach | 1er août, 15 h 30 |
| TSV Germania Windeck    | 0 - 4                  | FC Schalke 04            | 1er août, 19 h 30 |
| 1. FC Magdeburg         | 1 - 3                  | Energie Cottbus          | 1er août, 19 h 30 |
| Tennis Borussia Berlin  | 0 - 2                  | Karlsruher SC            | 1er août, 19 h 30 |
| Wacker Burghausen       | 1 - 1 5 - 6 t.a.b      | Rot Weiss Ahlen          | 1er août, 19 h 30 |
| Preußen Münster         | 1 - 3 a.p              | Hertha BSC               | 1er août, 19 h 30 |
| 1. FC Union Berlin      | 0 - 5                  | Werder Bremen            | 2 août, 14 h 30   |
| FC 08 Villingen         | 0 - 2 a.p.             | FC St. Pauli             | 2 août, 14 h 30   |
| SC Concordia Hamburg    | 0 - 4                  | TuS Koblenz              | 2 août, 14 h 30   |
| FC Oberneuland          | 0 - 2                  | TSG 1899 Hoffenheim      | 2 août, 14 h 30   |
| VfB Speldorf            | 0 - 3                  | Rot-Weiß Oberhausen      | 2 août, 14 h 30   |
| Wormatia Worms          | 0 - 1 a.p.             | SpVgg Greuther Fürth     | 2 août, 16 h 00   |
| Torgelower SV Greif     | 1 - 4                  | Alemannia Aachen         | 2 août, 16 h 00   |
| FC Rot-Weiß Erfurt      | 1 - 2                  | MSV Duisburg             | 2 août, 16 h 00   |
| Eintracht Trier         | 3 - 1                  | Hannover 96              | 2 août, 17 h 30   |
| SpVgg Neckarelz         | 1 - 3                  | FC Bayern München        | 2 août, 17 h 30   |
| Sportfreunde Lotte      | 0 - 1                  | VfL Bochum               | 2 août, 17 h 30   |
| Kickers Offenbach       | 0 - 3                  | Eintracht Frankfurt      | 2 août, 17 h 30   |
| Fortuna Düsseldorf      | 3 - 3 a.p. 1 - 4 t.a.b | Hamburger SV             | 3 août, 20 h 30   |

## Deuxième tour
Il s'agit de seizièmes de finale.
Le tirage se déroulera le 8 août.
Les rencontres seront jouées les mardi 22 et mercredi 23 septembre 2009.
Récapitulatif des rencontres
| Club                     | Résultat           | Club                    | Date, heure       |
| ------------------------ | ------------------ | ----------------------- | ----------------- |
| Eintracht Trèves         | 4 - 2 a.p.         | Arminia Bielefeld       | 22 sept., 19 h 00 |
| 1. FC Nuremberg          | 0 - 1              | TSG 1899 Hoffenheim     | 22 sept., 19 h 00 |
| Bayern Munich            | 5 - 0              | Rot-Weiss Oberhausen    | 22 sept., 19 h 00 |
| Borussia Mönchengladbach | 0 - 1              | MSV Duisbourg           | 22 sept., 19 h 00 |
| Rot-Weiss Ahlen          | 2 - 3 a.p.         | SpVgg Greuther Fürth    | 22 sept., 20 h 30 |
| Karlsruher SC            | 0 - 3              | BV 09 Borussia Dortmund | 22 sept., 20 h 30 |
| VfL Bochum               | 0 - 3              | FC Schalke 04           | 22 sept., 20 h 30 |
| TuS Koblenz              | 4 - 2 a.p.         | Energie Cottbus         | 22 sept., 20 h 30 |
| TSV Munich 1860          | 2 - 2 4 - 1 t.a.b. | Hertha BSC Berlin       | 23 sept., 19 h 00 |
| FC Augsburg              | 1 - 0              | SC Freiburg             | 23 sept., 19 h 00 |
| Werder Brême             | 2 - 1              | FC St. Pauli            | 23 sept., 19 h 00 |
| Eintracht Francfort      | 6 - 4              | Alemannia Aachen        | 23 sept., 19 h 00 |
| Osnabrück                | 3 - 3 4 - 2 t.a.b. | Hambourg SV             | 23 sept., 20 h 30 |
| Lübeck                   | 1 - 3 a.p.         | VfB Stuttgart           | 23 sept., 20 h 30 |
| FC Kaiserslautern        | 2 - 1              | Bayer Leverkusen        | 23 sept., 20 h 30 |
| 1. FC Cologne            | 3 - 2              | VfL Wolfsburg           | 23 sept., 20 h 30 |

## Huitièmes de finale
Les rencontres seront jouées les mardi 27 et mercredi 28 octobre 2009.
Récapitulatif des rencontres
| Club                | Résultat | Club              | Date, heure         |
| ------------------- | -------- | ----------------- | ------------------- |
| SpVgg Fürth         | 1 - 0    | VfB Stuttgart     | 27 octobre, 19 h 00 |
| Eintracht Trier     | 0 - 3    | FC Cologne        | 27 octobre, 19 h 00 |
| Osnabrück           | 3 - 2    | Borussia Dortmund | 27 octobre, 20 h 30 |
| FC Augsburg         | 5 - 0    | MSV Duisbourg     | 27 octobre, 20 h 30 |
| TSV Munich 1860     | 0 - 3    | Schalke 04        | 28 octobre, 19 h 00 |
| Werder Brême        | 3 - 0    | FC Kaiserslautern | 28 octobre, 19 h 00 |
| Eintracht Francfort | 0 - 4    | Bayern Munich     | 28 octobre, 20 h 30 |
| TSG 1899 Hoffenheim | 4 - 0    | TuS Koblenz       | 28 octobre, 20 h 30 |

## Quarts de finale
Les rencontres seront jouées les mardi 9 et mercredi 10 février 2010.
Récapitulatif des rencontres
| Club          | Résultat | Club                | Date, heure         |
| ------------- | -------- | ------------------- | ------------------- |
| Werder Brême  | 2 - 1    | TSG 1899 Hoffenheim | 9 février, 20 h 30  |
| FC Augsburg   | 2 - 0    | FC Cologne          | 10 février, 19 h 00 |
| Bayern Munich | 6 - 2    | SpVgg Fürth         | 10 février, 19 h 00 |
| Osnabrück     | 0 - 1    | Schalke 04          | 10 février, 20 h 30 |

## Demi-finales
Les rencontres seront jouées les mardi 23 et mercredi 24 mars 2010.
Récapitulatif des rencontres
| Club         | Résultat   | Club          | Date, heure      |
| ------------ | ---------- | ------------- | ---------------- |
| Werder Brême | 2 - 0      | FC Augsburg   | 23 mars, 20 h 30 |
| Schalke 04   | 0 - 1 a.p. | Bayern Munich | 24 mars, 20 h 30 |

## Finale
La finale se joue le samedi 15 mai 2010, sur le terrain du Stade Olympique de Berlin (Olympiastadion Berlin).
Récapitulatif de la rencontre
| Club         | Résultat | Club          | Date, heure     |
| ------------ | -------- | ------------- | --------------- |
| Werder Brême | 0 - 4    | Bayern Munich | 15 mai, 20 h 00 |